# Deux Blondes et des chips
 (août 2022).
Si vous disposez d'ouvrages ou d'articles de référence ou si vous connaissez des sites web de qualité traitant du thème abordé ici, merci de compléter l'article en donnant les références utiles à sa vérifiabilité et en les liant à la section « Notes et références ».
Deux Blondes et des chips (Two Pints of Lager and a Packet of Crisps) est une sitcom britannique en 80 épisodes de 22 minutes, créée par Susan Nickson et diffusée entre le 26 février 2001 et le 24 mai 2011 sur BBC Two (saison 1), BBC Choice (saison 2) et BBC Three (saisons 3 à 9). En France, la série a été diffusée à partir du 3 mars 2002 sur Comédie !.

## Synopsis
Cette série met en scène le quotidien de cinq jeunes gens (deux garçons et trois filles) dans la ville de Runcorn dans le Cheshire.

## Distribution
- Sheridan Smith[1] (VF : Vanina Pradier) : Janet Smith Keogh
- Ralf Little (VF : Emmanuel Garijo) : Jonny Keogh (saisons 1 à 6)
- Will Mellor (VF : Laurent Mantel) : Gary « Gaz » Wilkinson
- Natalie Casey (VF : Laura Préjean) : Donna Henshaw Wilkinson
- Kathryn Drysdale (VF : Laura Blanc) : Louise Brooks

## Épisodes

### Première saison (2001)
1. Titre français inconnu (Fags, Shags and Kebabs)
2. Titre français inconnu (Spunk)
3. Titre français inconnu (Bone with the Wind)
4. Titre français inconnu (Angry Wangry)
5. Titre français inconnu (Lard)
6. Titre français inconnu (Ugly Babies)

### Deuxième saison (2002)
1. Titre français inconnu (On the Blob)
2. Titre français inconnu (Bungle)
3. Titre français inconnu (Dirty Girls)
4. Titre français inconnu (Vomit)
5. Titre français inconnu (Crusty Curtains)
6. Titre français inconnu (Mo Mo and Pigsy)

### Troisième saison (2003)
1. Titre français inconnu (Munch)
2. Titre français inconnu (Fish)
3. Titre français inconnu (Kangaroo)
4. Titre français inconnu (Beastiality)
5. Titre français inconnu (Hospikal)
6. Titre français inconnu (Dresses Dresses Dresses)
7. Titre français inconnu (Fockin' Mokky Bocka)
8. Titre français inconnu (Jammy Dodgers)
9. Titre français inconnu (Dump)
10. Titre français inconnu (Schluballybub)

### Hors saison (2003)
1. Titre français inconnu (When Janet Met Jonny)

### Quatrième saison (2004)
1. Titre français inconnu (Corinthian Dies)
2. Titre français inconnu (Piggy Goes Oink)
3. Titre français inconnu (My Delicious Guava)
4. Titre français inconnu (Cuggles)
5. Titre français inconnu (Purgatory)
6. Titre français inconnu (Mate Date)
7. Titre français inconnu (Homeless and Horny)
8. Titre français inconnu (Filthy Brunching)

### Cinquième saison (2005)
1. Titre français inconnu (Death)
2. Titre français inconnu (Nobbly Bobbly)
3. Titre français inconnu (Shrink)
4. Titre français inconnu (Ecuador)
5. Titre français inconnu (Potato People)
6. Titre français inconnu (Antlers)
7. Titre français inconnu (Crab)
8. Titre français inconnu (Fat)
9. Titre français inconnu (Stot Or Pronk)
10. Titre français inconnu (Who's The Daddy?)
11. Titre français inconnu (Ba Ba Ba Ba Ba)
12. Titre français inconnu (God)
13. Titre français inconnu (Love, 83199)
14. Titre français inconnu (Near, Far)

### Sixième saison (2006)
1. Titre français inconnu (Speedycruise!)
2. Titre français inconnu (Goblins)
3. Titre français inconnu (Mummy Cupboard)
4. Titre français inconnu (Cauliflower)
5. Titre français inconnu (Drunk)
6. Titre français inconnu (Croppity Crops)
7. Titre français inconnu (Finger Sniffing)
8. Titre français inconnu (War, Hurrgh!)
9. Titre français inconnu (Closing Time)
10. Titre français inconnu (When Janet Killed Jonny)

### Septième saison (2008)
1. Titre français inconnu (When Jonny Met Sharky)
2. Titre français inconnu (Dabdaa!)
3. Titre français inconnu (Homophobia Is Gay)
4. Titre français inconnu (Dead Jonny Walking)
5. Titre français inconnu (Here Bums the Bride)
6. Titre français inconnu (Six Months Later)
7. Titre français inconnu (African Death Face)
8. Titre français inconnu (Borry)

### Hors saison (2009)
1. Titre français inconnu (When Janet Met Michelle)

### Huitième saison (2009)
1. Titre français inconnu (Candle)
2. Titre français inconnu (Gazman)
3. Titre français inconnu (Flan Van)
4. Titre français inconnu (Ello Ello)
5. Titre français inconnu (D.I.V.O.R.C.E.)
6. Titre français inconnu (Val Doonican)
7. Titre français inconnu (You Decide)
8. Titre français inconnu (Keep On Running)

### Hors saison (2009)
1. Titre français inconnu (Waiting For Gaz)
2. Titre français inconnu (Sliding Gaz)